# 37 mm M1930
Il cannone anticarro M1930 o 1-K (in russo: 37-мм противотанковая пушка образца 1930 г.) era un cannone controcarro sovietico da 37 mm, usato dall'Armata rossa nelle prime fasi della seconda guerra mondiale.

## Storia

### Sviluppo
L'Unione sovietica iniziò in ritardo lo sviluppo di armi controcarro, a partire dal 1920. Gli studi russi tuttavia non progredivano per mancanza di esperienza in questo specifico settore. L'URSS decise quindi di ricorrere all'assistenza tecnica estera per modernizzare il suo arsenale.
La Germania poteva offrire questa assistenza, avendo introdotto in servizio il suo primo cannone anticarro da 3,7 cm PaK 18 Template:Refnec addirittura prima della fine della Grande Guerra. In seguito, anche se il trattato di Versailles proibiva ai tedeschi di possedere tali armi, Rheinmetall ne proseguì segretamente lo sviluppo e nel 1926 presentò il prototipo del 3,7 cm PaK 26.
Nel 1929, Rheinmetall creò una società di comodo, la Butast, per i contatti con l'URSS. In conformità con la decisione del Sovnarkom dell'8 agosto 1930, il 28 agosto a Berlino fu firmato un accordo segreto. Tedeschi si impegnarono a sostenere l'URSS nello sviluppo di sei sistemi di artiglieria: 
- cannone anticarro da 37 mm
- cannone antiaereo da 76 mm
- mortaio da 152 mm
- obice da 152 mm
- cannone antiaereo automatico da 20 mm
- cannone antiaereo automatico da 37 mm

La Rheinmetall fornì gli esemplari di pre-produzione, la documentazione e le componenti per assemblare in Russia tutti questi tipi di artiglierie. Le armi in questione erano moderne e molti degli stessi progetti furono poi adottati dalla Wehrmacht nella seconda guerra mondiale. L'Unione sovietica adottò queste armi, ma anche con l'aiuto tedesco l'industria nazionale non era ancora pronta per la produzione di massa di alcuni modelli, ad esempio quelli automatici antiaerei.
Tra gli altri pezzi, Rheinmetall fornì all'URSS 12 cannoni anticarro da 37 mm, che altro non erano che una variante precoce del 3,7 cm PaK 36, il cannone anticarro più diffuso nella Wehrmacht fino al 1942. I russi designarono l'arma cannone anticarro da 37 mm modello 1930.

### Produzione
Il cannone fu prodotto presso l'Impianto Nº 8 "Kalinin", dove ricevette la denominazione di fabbrica  1-K. Il tasso di produzione era basso in quanto comprendeva operazioni artigianali. Nel 1931 l'impianto aveva costruito 255 pezzi, ma nessuno di questi superò i controlli di qualità. L'anno successivo furono accettati 404 pezzi e nel 1933 105. A questo punto la produzione venne interrotta a causa dell'adozione del più potente 45 mm M1932 (19-K).
Il 1-K fu anche la base per lo sviluppo del 37 mm B-3 (5-K) per carri, che costituì l'armamento principale del carro armato leggero BT-2.

### Servizio
Il 1-K fu la prima arma anticarro dell'Armata rossa e come tale fu attivamente utilizzato per la formazione e l'addestramento delle prime unità anticarro. Il 1º gennaio 1936 l'Armata rossa schierava 506 pezzi, dei quali 422 pienamente operativi, 53 in riparazione, 28 assegnati alle unità addestrative e 3 fuori uso. Quando l'Armata ricevette un numero adeguato dei più potente 45 mm M1932, il 1-K fu relegato ai reparti addestrativi ed ai depositi.
Tuttavia, con l'inizio dell'invazione tedesca, i pezzi in deposito furono rapidamente inviati al fronte. Non si hanno notizie precise sull'impiego in guerra dell'arma, ma essa era sicuramente in servizio con l'8º Corpo d'armata meccanizzato. A quanto pare la maggior parte di queste armi fu persa in combattimento nelle fasi iniziali dell'Operazione Barbarossa.
I pezzi catturati dai tedeschi furono ridenominati 3,7 cm PaK 158(r). Gli affusti di questi cannoni vennero riutilizzati ed adattati ad una bocca da fuoco da 75 mm, realizzando il 7,5 cm IG 37.

## Tecnica
Il 1-K delineava fedelmente il design del successivo 3,7 cm PaK 36, tanto che le munizioni erano intercambiabili. Sul modello russo mancavano alcuni miglioramenti apportati sul cannone tedesco: l'affusto scudato russo, con code divaricabili munite di vomeri, era dotato di ruote in legno invece delle ruote in metallo stampato con sospensioni del cannone tedesco. La canna, lunga 45 calibri, era dotata di otturatore a cuneo orizzontale, freno di sparo idraulico e recuperatore a molla.

## Munizionamento
| Munizionamento disponibile    |         |           |                 |                            |             |
| Tipo                          | Modello | Peso (kg) | Caricamento (g) | Velocità alla volata (m/s) | Gittata (m) |
| Munizioni perforanti          |         |           |                 |                            |             |
| APHE                          | M-160   | 0,66      | 9               | 820                        | 5 600       |
| Granate esplosive e mitraglie |         |           |                 |                            |             |
| Frammentazione                | O-160   | 0,645     | 22              | 825                        | 5 750       |
| Mitraglia                     | Sch-160 | 0,928     | 30 pallette     |                            |             |
| Mitraglia                     | Sch-160 | 0,950     | 50 pallette     |                            |             |

| Capacità di penetrazione    |                           |                           |
| proiettile perforante B-160 |                           |                           |
| Distanza (m)                | Angolo d'impatto 60° (mm) | Angolo d'impatto 90° (mm) |
| 300                         | ?                         | 30                        |
| 500                         | 20 ?                      | 25 ?                      |
| 800                         | ?                         | 20 ?                      |